# Тернопольское братство
Терно́польское бра́тство Рождества Христова — национально-религиозная общественная организация мещан из Тернополя и окрестностей.
Братство основано мещанами Тернополя при православном приходе города. Согласно традиционным представлениям Константин Острожский в 1570 году выделил 235 моргов земли, средства на содержание школы и госпиталя для престарелых и больных людей. Мещанское братство построило для госпиталя помещения и держало приют, который вели Сестры Служебницы. Братство в течение нескольких веков вело свою деятельность, как и другие братства, было опорой русского народа в городских общинах. Возможно, что с деятельностью братства связан Лука из Тернополя, который в 1569 году перевёл Ветхий Завет.
Грамота князя Острожского с 1593 года распространяла права и обязанности братства и упоминала также о школе, которая, возможно, уже тогда существовала. Поддерживаемое при жизни Острожского, братство, продолжало развиваться и по его смерти (1608 г.). Благодаря материальным средствам оно могло даже распространить свою деятельность во второй половине XVII века на молодежь, заложив 1668. при церковной школе «Братство благочестивых и благонадежных младенцов в городе Тернополе обитающих», утвержденное епископом Иосифом Шумлянским.